# 凱旋武昌站
凱旋武昌站位於高雄市苓雅區林德官，為高雄捷運環狀輕軌的捷運車站，車站編號為C35。

## 歷史
高雄市政府捷運工程局舉行C15-C37車站徵名活動，票選結果站名為「凱旋武昌站」。
2021年1月12日，隨著環狀輕軌第二階段「C1籬仔內–C37輕軌機廠–C32凱旋公園」通車啟用。因應高雄輕軌成圓，於2024年1月1日至2月25日前進行全線通車試營運，以作為後續正式營運後參考。

## 車站概要
站區位於凱旋三路與武昌路路口南側，定位為中間站。車站構造為側式月台兩座。

### 月台配置
| 地面               |                                  |
| 側式月台，右側開門 |                                  |
|                    | ← 環狀輕軌順行方向（凱旋二聖站） |
|                    | 環狀輕軌逆行方向（五權國小站）→  |
| 側式月台，右側開門 |                                  |
| 出入口             | 連通道                           |

## 外部連結
- 凱旋武昌（高雄捷運公司）